# 雅各布·達爾頓
雅各布·達爾顿（英語：Jacob Dalton；1991年8月19日—）是一位美國體操運動員。他代表美國參加了2012年倫敦奧運會。他在還在俄克拉荷馬大學就讀時就參加了NCAA的比賽。他是2011年東京體操世錦賽美國隊的成員，並且隨隊奪得銅牌。